# Image Comics
Image Comics és una editorial de còmics estatunidenca fundada l'any 1992 pels artistes Erik Larsen, Jim Lee, Rob Liefeld, Todd McFarlane, Whilce Portacio, Marc Silvestri i Jim Valentino, després de manifestar públicament llur desacord amb la política de Marvel Comics, per a la qual havien treballat.
L'any 2012, en una conferència sobre els vint anys de la fundació d'Image, Liefeld confesà que no estava tan despagat amb Marvel, sinó més aïna comboiat de fer coses noves: de fet, quan era el dibuixant de The New Mutants, publicà un anunci en el Comics Buyer's Guide per a fer una sèrie independent titulada Executioners, però Marvel li respongué amb una orde de cessació i desistiment; més tard, Liefeld aprofità una taula redona organitzada per Marvel amb els dibuixants dels X-Men per a parlar en persona amb els altres col·legues.

Malgrat l'èxit de les publicacions d'Image, el fet que tots els fundadors foren dibuixants comprometé la qualitat dels guions i la originalitat dels personatges, que no divergien massa dels superherois clàssics:
| «                | L'ús de la violència, que depenent de com podia ser vist com una transgressió, de seguida es va revelar més aviat com una actitud marquetingniana buida de contingut crític. Els còmics d'Image eren atractius i tenien virtuts tècniques evidents, però a sota la catifa lluent, si no haguéssim estat tan joves, potser hauríem pogut veure-hi un munt d'immundícies. | » |
| — Andreu Gabriel | |   |